# ريفات زهيمالتدينوف
ريفات زهيمالتدينوف (بالروسية: Жемалетдинов, Рифат Маратович)‏ (20 سبتمبر 1996 بموسكو في روسيا - ) هو لاعب كرة قدم روسي في مركز الهجوم. لعب مع روبين كازان ولوكوموتيف موسكو.

## وصلات خارجية
- ريفات زهيمالتدينوف على موقع الاتحاد الدولي (مؤرشف)  (الإنجليزية)
- ريفات زهيمالتدينوف على موقع الاتحاد الدولي (مؤرشف)  (الإنجليزية)
- ريفات زهيمالتدينوف على موقع الاتحاد الأوربي (الإنجليزية)
- ريفات زهيمالتدينوف على موقع قاعدة بيانات كرة القدم.إي يو (الإنجليزية)
- ريفات زهيمالتدينوف على موقع ناشيونال فوتبول تيمز (الإنجليزية)
- ريفات زهيمالتدينوف على موقع Soccerway.com (الإنجليزية)
- ريفات زهيمالتدينوف على موقع عالم كرة القدم.نت (الإنجليزية)
- ريفات زهيمالتدينوف على موقع AS.com (الإسبانية)